# Alessia Gronda
Pas d'image ? Cliquez ici

a Compétitions nationales et continentales officielles uniquement.

Alessia Gronda, née le 16 août 2000 à Coni (Italie), est une joueuse italienne de rugby à XV évoluant au poste de demi de mêlée.

## Biographie
Alessia Gronda naît le 16 août 2000 à Coni en Italie. En 2023, elle joue pour le club du CUS Torino. Elle n'a aucune sélection en équipe d'Italie quand elle est retenue pour disputer sous les couleurs de son pays le Tournoi des Six Nations.